# Крещенское (Башкортостан)
Крещенское (баш. Крещенский) — деревня в Мишкинском районе Республики Башкортостан Российской Федерации. Входит в состав Староарзаматовского сельсовета. 

## География

### Географическое положение
Расстояние до:
- районного центра (Мишкино): 10 км,
- центра сельсовета (Малонакаряково): 6 км,
- ближайшей ж/д станции (Загородная): 95 км.

## Население
| 2002 | 2009 | 2010 |
| ---- | ---- | ---- |
| 33   | ↘32  | ↘29  |

Национальный состав
Согласно переписи 2002 года, преобладающие национальности —  марийцы (67 %), русские (27 %).